# Sealfell

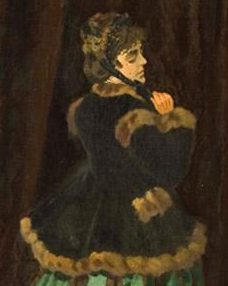
„Camille“. Kurzmantel aus Sealskin, wahrscheinlich mit Zobel verbrämt (Claude Monet, 1866)
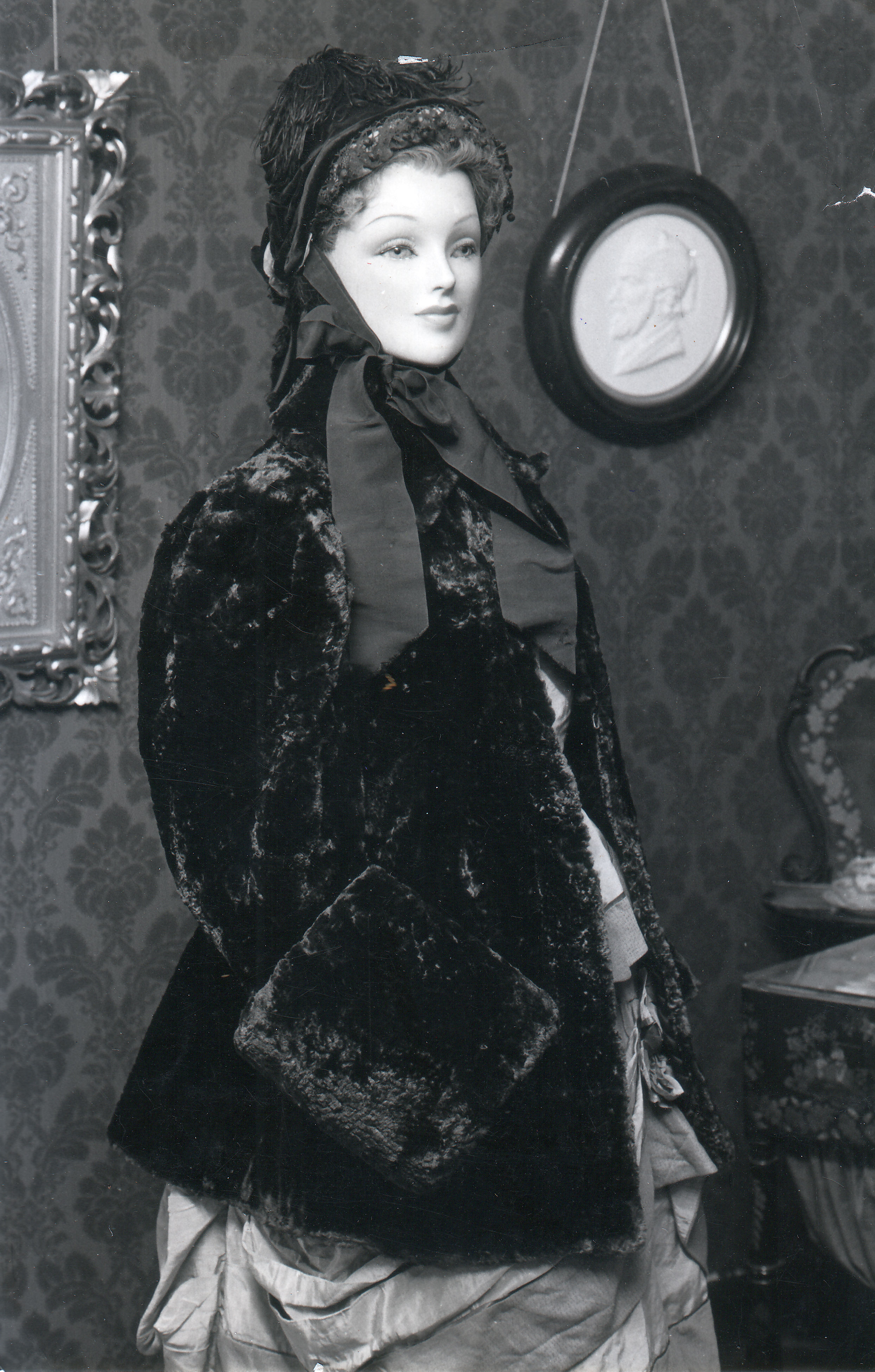
Sealskinjacke und -muff (1870) (Worthing Museum, England)

Als Sealfell, Sealskin oder Furseal bezeichnet der Handel das Felle der Pelzrobbe (Seebär, Bärenrobbe), die daraus hergestellte Kleidung entsprechend als Sealpelz, Sealmantel etc.
Der Rauchwarenhandel unterscheidet beim Robbenfell zwischen dem Sealfell, dem Sealskin von der Pelzrobbe dem Seebären mit der feinen weichen Unterwolle,
und dem (Haar-)Seehund mit nur Granne ohne besonderem Unterhaar. Nach dem Raubbau im 19. Jahrhundert, der nach der Entdeckung neuer Gebiete auch unter den Robben angerichtet wurde, konnten die dezimierten Bestände nach Einführung strenger Gesetze in verschiedenen Staaten wieder zu Millionenzahlen anwachsen.
Der Fellanfall der Pelzrobben ist weltweit durch Schutzbestimmungen und durch die Robben-Kampagnen extrem zurückgegangen. Bis 1955 wurden von der Nördlichen Pelzrobbe jährlich etwa 65.000 Männchen, danach etwa 48.000 Männchen gepelzt, 1965–1968 dann zusätzlich etwa 25.000 Weibchen. Anschließend nur noch 25.000 Männchen. Nachdem die Firma Fouke 1983 geschlossen und die Auktionen eingestellt waren, wurden außer für den lokalen Verbrauch praktisch keine Felle mehr vermarktet. Neueste Zahlen sind nicht berücksichtigt, das Fell hatte seitdem für den europäischen Markt keine Bedeutung mehr. Seit 2010 unterliegen alle Robbenfelle einem Handelsverbot innerhalb der Europäischen Union (siehe unten).
Die derzeit anfallenden Seehundfelle gehen wohl, außer der Verwendung in den Herkunftsländern, fast ausschließlich in den asiatischen Raum einschließlich Russland. Das Rupfen der Felle zum eigentlichen „Sealskin“ mit nur weichem Unterhaar findet wohl gar nicht mehr statt.

## Geschichte, Handel

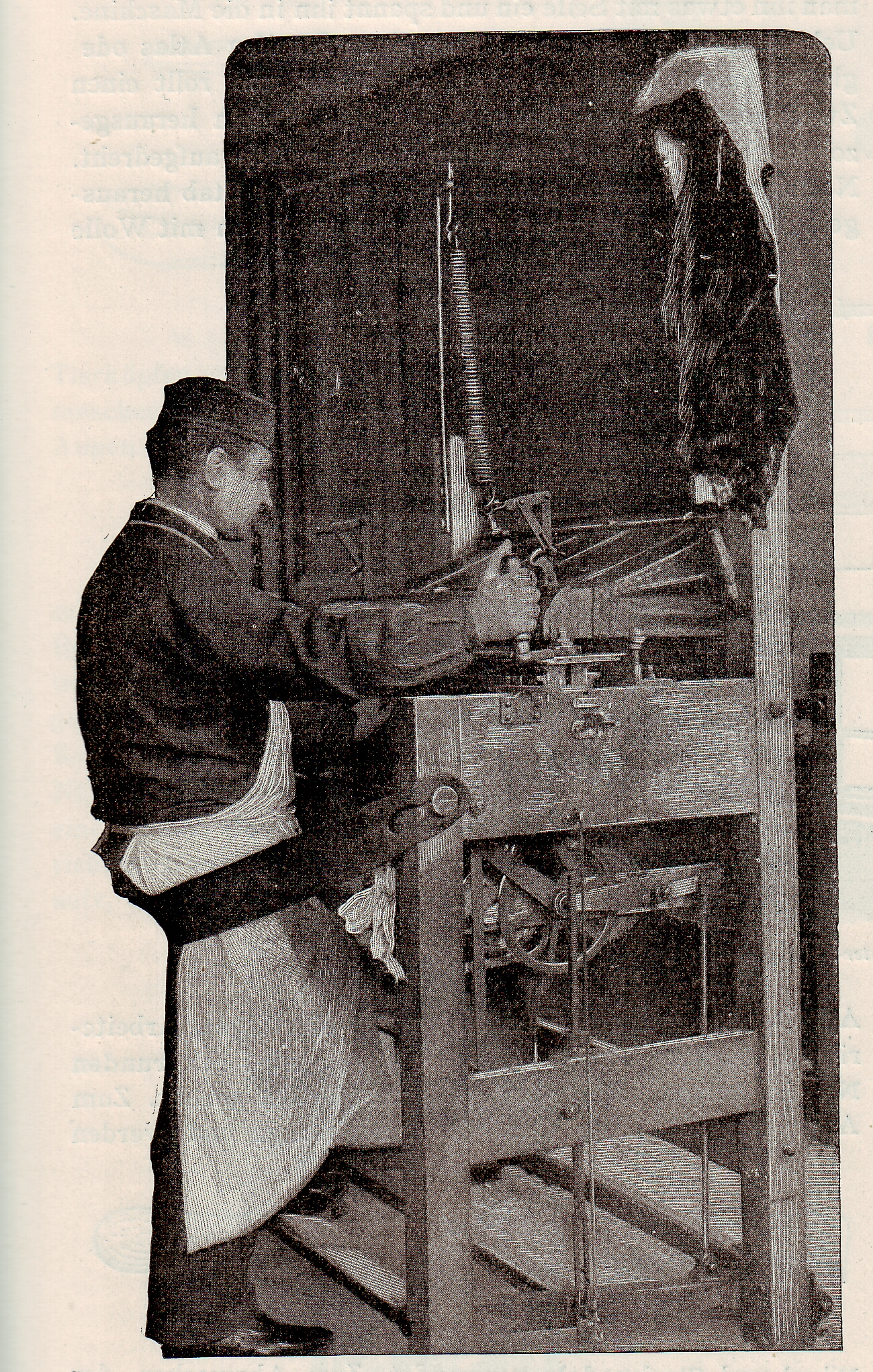
„Maschine zum Entfernen der Wasserhaare aus Seehunden, Ottern, Bibern, Kanin usw.“ (ca. 1903)

Die Heimat der Pelzrobbe ist der nördliche Teil des Stillen Ozeans. Nach hemmungsloser Ausbeutung direkt nach der Entdeckung der Bestände (geschätzt 2 bis 4 Millionen) ging die Anzahl bis auf etwa 200.000 Tiere zurück. 1835 wurden dann die ersten der Schutzmaßnahmen ergriffen, die die Art vor dem völligen Aussterben bewahrten. Nachdem die Herden allein auf den Pribilof-Inseln eine Zahl von anderthalb Millionen Tieren erreicht hatte, wurde der Fang von jährlich 60.000 bis 70.000 „Junggesellen“ (bachelors) erlaubt, das sind die drei bis vier Jahre alten Tiere. Sie haben einen hellen, langhaarigeren Fleck an der Schulter, genannt „Wig“ (Perücke). Für die Felle älterer Pelzrobben hat sich deshalb im Englischen der Begriff „Wig“ eingebürgert. Bei älteren Tiere sind die Haare in den Flecken noch länger, auch steifer und dichter, so dass sich das Haarkleid nicht mehr gleichmäßig lang zurichten lässt. Rupft man bei Fellen von Alttieren die hier besonders stark ausgebildete Granne aus, erscheint der Pelz flach, da die Wollhaare nicht dicht genug sind, um aufrecht zu stehen.
Der Haltbarkeitskoeffizient für Sealfelle beträgt 60 bis 70 Prozent. Bei einer Einteilung der Pelztiere in die Haar-Feinheitsklassen seidig, fein, mittelfein, gröber und hart wird das Robbenhaar nicht mit eingestuft. Es wird dort jedoch erwähnt, das nach dem Entfernen des harten Oberhaars das Unterhaar der Pelzrobbe (Seebär) als überaus seidig gilt.
Die Unterwolle der Felle ist kupferfarbig. Nach dem Ausrupfen des harten Oberhaars bleibt die weiche Unterwolle, der haltbare Pelz ist als Sealskin oder Furseal im Handel, das relativ schwere Fell spielte jedoch in den letzten Jahrzehnten in Deutschland keine Rolle mehr. Am Anfang wurde das Fell nur entgrannt, eine Pelzveredlungsart die in China schon sehr lange bekannt war. 1796 schaffte dies auch der Engländer Thomas Chapmann, was den Preis für Sealfelle schlagartig in die Höhe trieb. Chapman selbst konnte von seiner vorangegangenen sechsmonatigen Versuchsarbeit nicht profitieren, bevor er damit auf den Markt kam, wurde es bereits kopiert, auch scheiterte sein Versuch bei einer Anhörung vor einem Ausschuss des Oberhauses eine Entschädigung zu erwirken. Am 12. April 1881 wurde das Patent für eine Enthaarungsmaschine der in den USA lebenden Brüder Gustave (* 1841 in Wien; † 5. Juni 1914) und Ferdinand (* 1856; † 11. Januar 1905) Cimiotti eingetragen. Die Firma Cimiotti Brothers wurde 1914 aufgelöst, als Cimiotti Unhairing Company (Cimiotti-Enthaarungs-Gesellschaft) bestand sie jedoch noch nach dem Tod des letzten Bruders weiter.
Eine sehr populäre Farbe um 1845 war Châtaigne d'or, kastaniengold.
Anfang 1900 heißt es, dass die Felle in England Monate lang zum Enthaaren in Gruben eingelegt werden, bis sich die Haarwurzeln gelockert haben und die Grannen leicht entfernt werden können. 1830 gelang in Paris erstmals die Schwarzfärbung, 1870 in Deutschland fortentwickelt, war sie immer noch sehr umständlich und mit mehr als 20 Aufstrichen der Deckfarbe sehr aufwändig. Die Entwicklung der Anilinfarben verdrängte das alte Verfahren dann völlig. Gerupfte unbehandelte Sealfelle haben sehr gelockte Haarspitzen. Im korrekten Färbungsverfahren wird das Haar so gestrafft, dass die Locken entfernt werden. Auch der seidige Glanz entsteht erst beim Färben, im natürlichen Zustand wirkt das Fell recht stumpf. Wollige oder raue Felle, bei denen das nicht völlig gelingt, haben einen geringeren Wert.

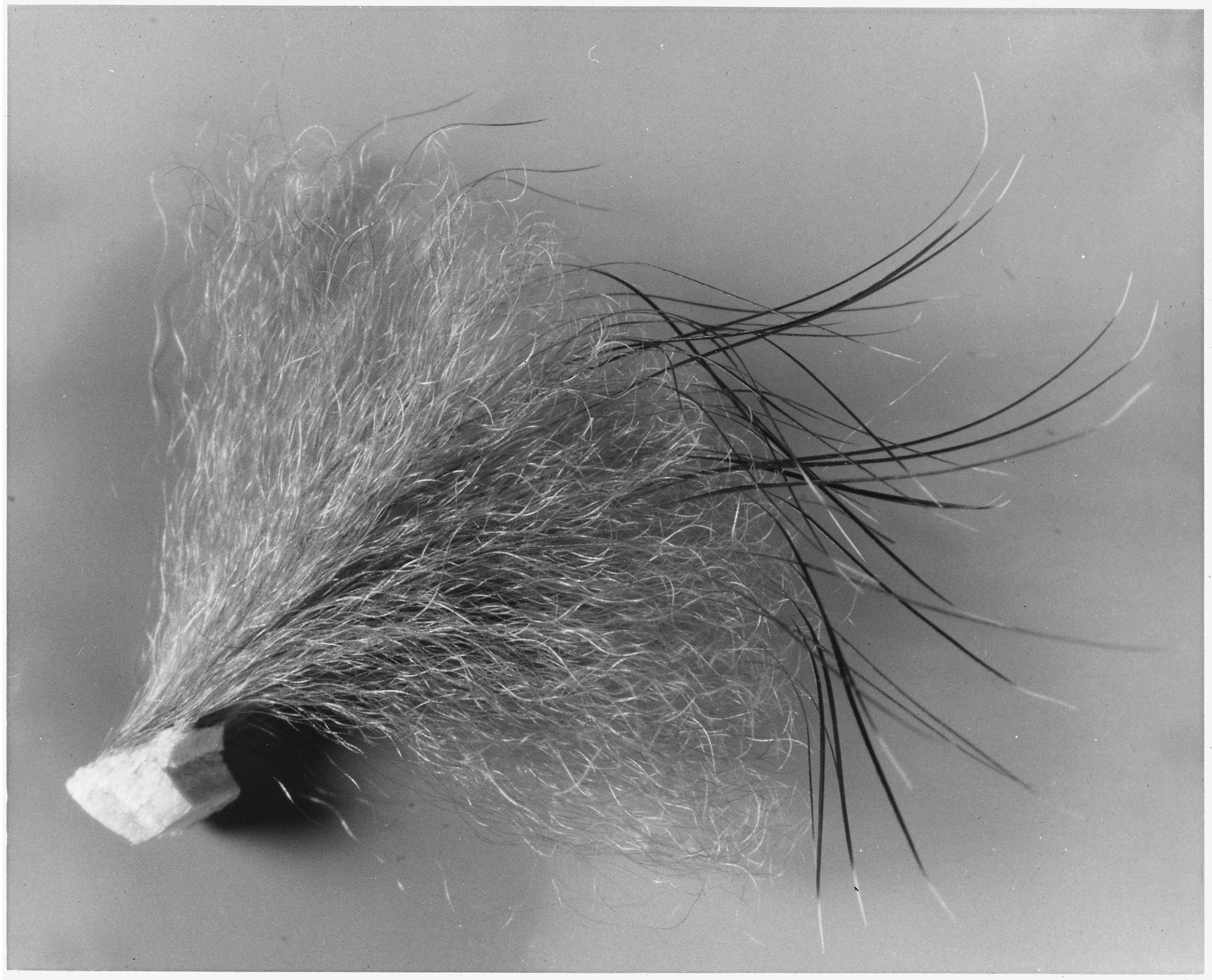
Seal-Fellstückchen, das weiche Unterhaar und das überstehende Grannenhaar
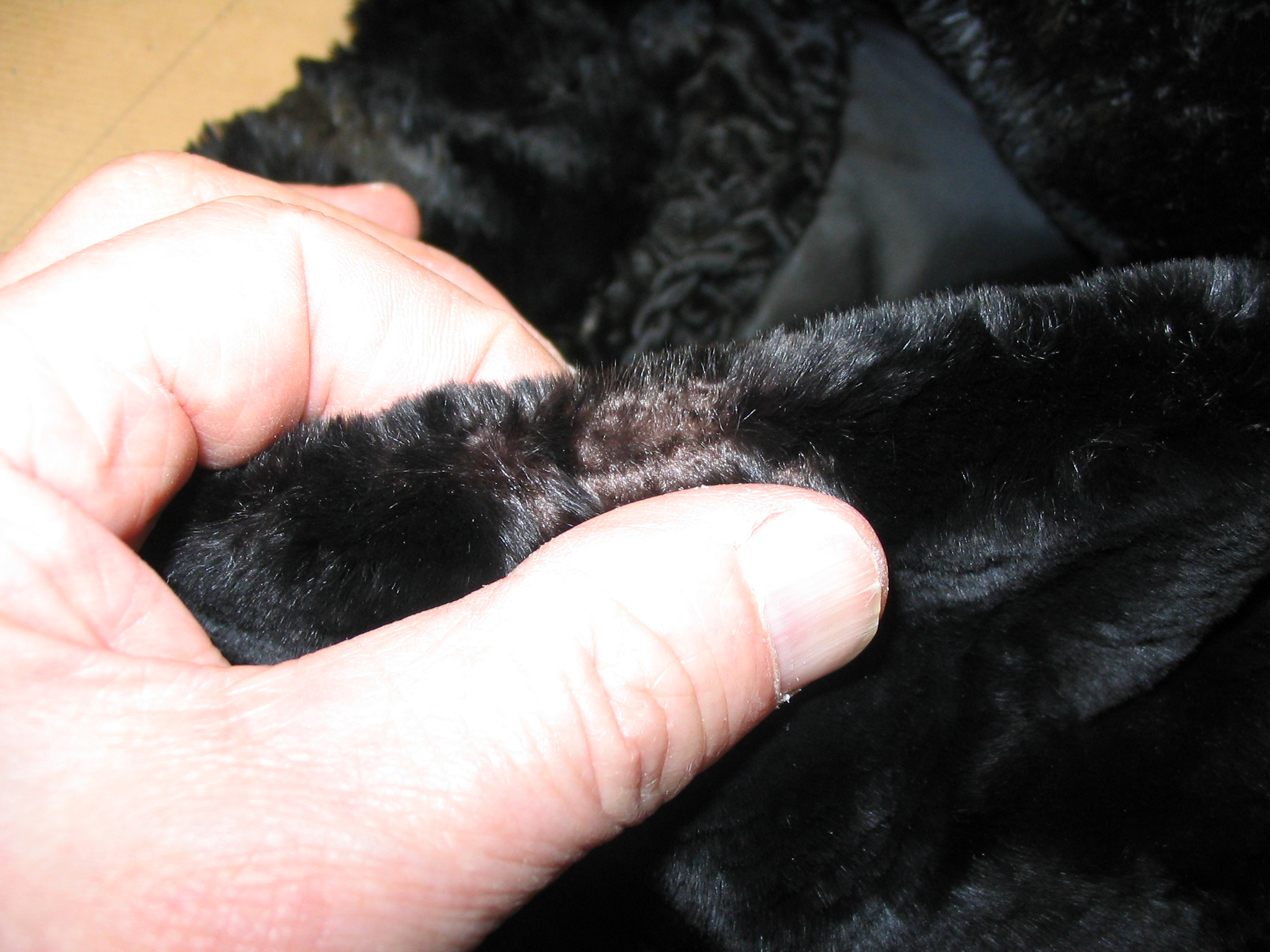
Auch nach dem Schwarzblenden bleibt das Unterhaar des gerupften Fells kupferfarbig

Der erste nach außen gearbeitete Pelz der Moderne war ein Sealjacket, es wurde 1842 in London gearbeitet. Der Londoner Rauchwarenhändler Francis Weiss vermutete, dass der Zeitpunkt bereits früher anzunehmen ist. Er meinte auch zu erkennen, dass bereits auf einem Gemälde aus dem Jahr 1823 die vierjährige, spätere Königin Victoria in einem Sealmantel porträtiert wurde. Die Mode weitete sich aus, nachdem Königin Alexandra bei ihrer Ankunft in London zur Heirat mit dem Prince of Wales (1863) eine schwarze Sealjacke trug. Sealskin war für lange Zeit der wichtigste Robbenfell-Handelsartikel. Bis etwa in die 1920er Jahre galt ein Mantel daraus „als so etwas wie ein Erbstück, dass an die nächste Generation wie Tafelsilber weitergereicht wurde“.
Nach dem Abschluss der Seal-Convention (1911) begann die Fouke Fur Company, St. Louis mit Hilfe abgeworbener Angestellter der damals berühmten englischen Färberei Georg Rice Sealfelle in St. Louis, USA auf Rechnung der Regierung schwarz zu färben. Bis dahin erledigten durchweg Londoner Pelzveredler das Zurichten, Rupfen und Färben der Sealfelle. Auch der Handel der veredelten Felle war bis dahin von Londoner Rauchwarenhändlern vorgenommen worden, die Firma J. M. Oppenheim & Co. hatte mit der Russian American Company einen Exklusivvertrag für den Sealskinhandel. In dem Kontrakt vereinbarte nun die Regierung der USA mit Fouke bei jeweils dreijähriger Kündigungsfrist, einen bestimmten Betrag für jedes erlegte Furseal an die Regierung zu zahlen, außerdem die Hälfte des Erlöses nach Abzug der Kosten für die Felle von den Pribilof-Inseln. Bis vor dem Zweiten Weltkrieg erhielten außerdem England und Japan 15 % vom Nettoerlös aller auf den Pribiloffs gewonnenen Felle. Dafür besaß die Firma das alleinige Fangrecht. Zumindest etwa noch vor 1952 wurde jedes fünfte Fass mit Sealfellen auf den Pribiloff mit der Aufschrift „Canada“ versehen, da nach einem Vertrag aus dem Jahr 1942 das Dominion Kanada einen Anspruch auf 20 Prozent der auf den Inseln gewonnenen Felle hatte.

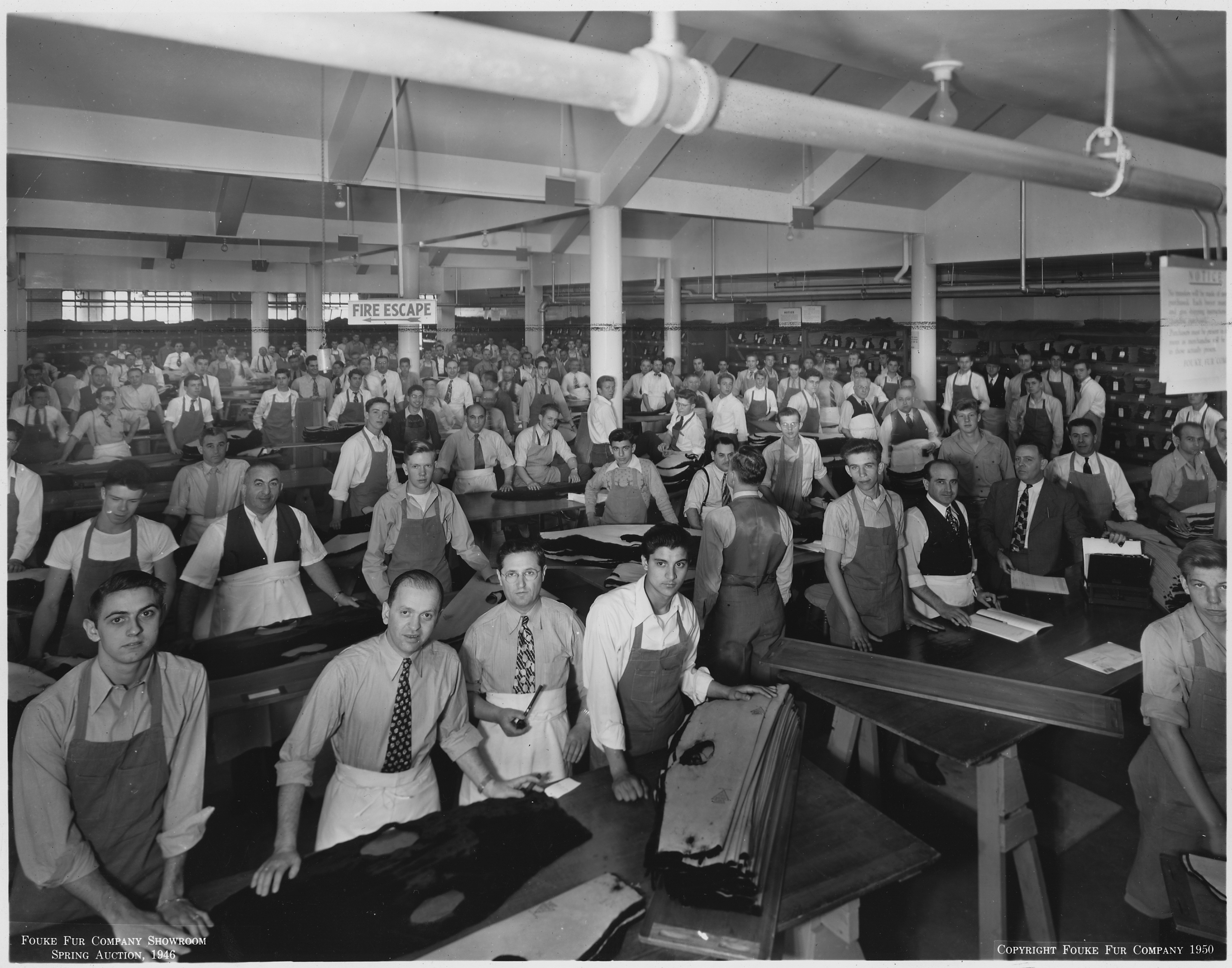
Fouke-Showroom mit Käufern und Auktionshelfern (St. Louis, 1946)

Fouke entwickelte sich zu d e m Sealfellspezialisten mit unerreichten Veredlungsqualitäten. Nach 1920 folgten die Farben Safari (ersetzte das bisherige Châtaigne d'or – ein helleres Braun), die erfolgreichen Brauntöne Kitovi (alt: Bois de Campêche – dunkel, blauschwarz) und Matara (warmes Dunkelbraun).
Im Jahr 1853, noch bevor Alaska 1867 Teil der USA wurde, gingen die meisten der 20.000 in London aus Russland angelieferten Sealfelle nach der Veredlung dorthin zurück. Russland wurde jedoch kein relevanter Abnehmer der in ganz Westeuropa und Amerika gefragten Sealskinkleidung, hier symbolisierte das Zobelfell weiterhin die hohe gesellschaftliche Stellung. In einem von der populären Modezeitschrift Modnyi Svet herausgegebenen Büchlein hieß es, dass die teuren Pelze keineswegs als Mantel getragen werden sollten, sondern in Form kleiner Hütchen zur Geltung kämen.
1956 wurden erstmals wieder weibliche Tiere zum Fang freigegeben. Überrascht stellte man fest, dass die Felle beim Rupfen sich völlig anders verhielten als die männlicher Tiere, es gingen dabei große Mengen der Unterwolle verloren. Das Sealhaar hat eine Besonderheit, Granne und Wollhaar kommen aus der gleichen Hautpore, wodurch sich das Entgrannen ohnehin schwieriger gestaltet. Fouke löste das Problem, indem sie diese Felle nicht rupfte, sondern das Haar auf 2 mm Länge schor, sie kamen als völlig neues Produkt unter dem Namen Lakoda in den Handel (von aleutisch „Lakudaq“, weibliche Pelzrobbe). Die tiefgeschorenen Felle haben eine velourslederartige, kaum mehr pelzähnliche Optik. Das Leder wurde durch neue Gerbmethoden weich und sehr viel leichter. Auch naturelle, also ungerupfte und ungefärbte Felle wurden verarbeitet. Mit etwa 12.000 Haaren pro cm² gehört Sealskin zu den strapazierfähigsten Fellen überhaupt.
Für den Handel von Bedeutung sind
- Südafrikanische Pelzrobben
- Südamerikanische Pelzrobben (teils als Cape-Horn-Seals bezeichnet) aus Fängen an den Küsten Feuerlands, der Falkland-Inseln, von den Inseln vor der Küste Uruguays (Castillo Grande Islands, Torres Islands, Lobos Islands), Argentiniens und Chile, also von den beiden Südküsten Südamerikas. Der Anfall wurde 1988 mit jährlich etwa 4000 bis 5000 Fellen beziffert, wobei 80 % von den Lobosinseln stammten.[1]
- Australische Pelzrobben und Felle aus Süd- und Südwestafrika.
- Die afrikanischen Felle kommen als Cape-Seals oder Transveldt-Seals in den Handel; die Felle australischer Seals als South Sea.

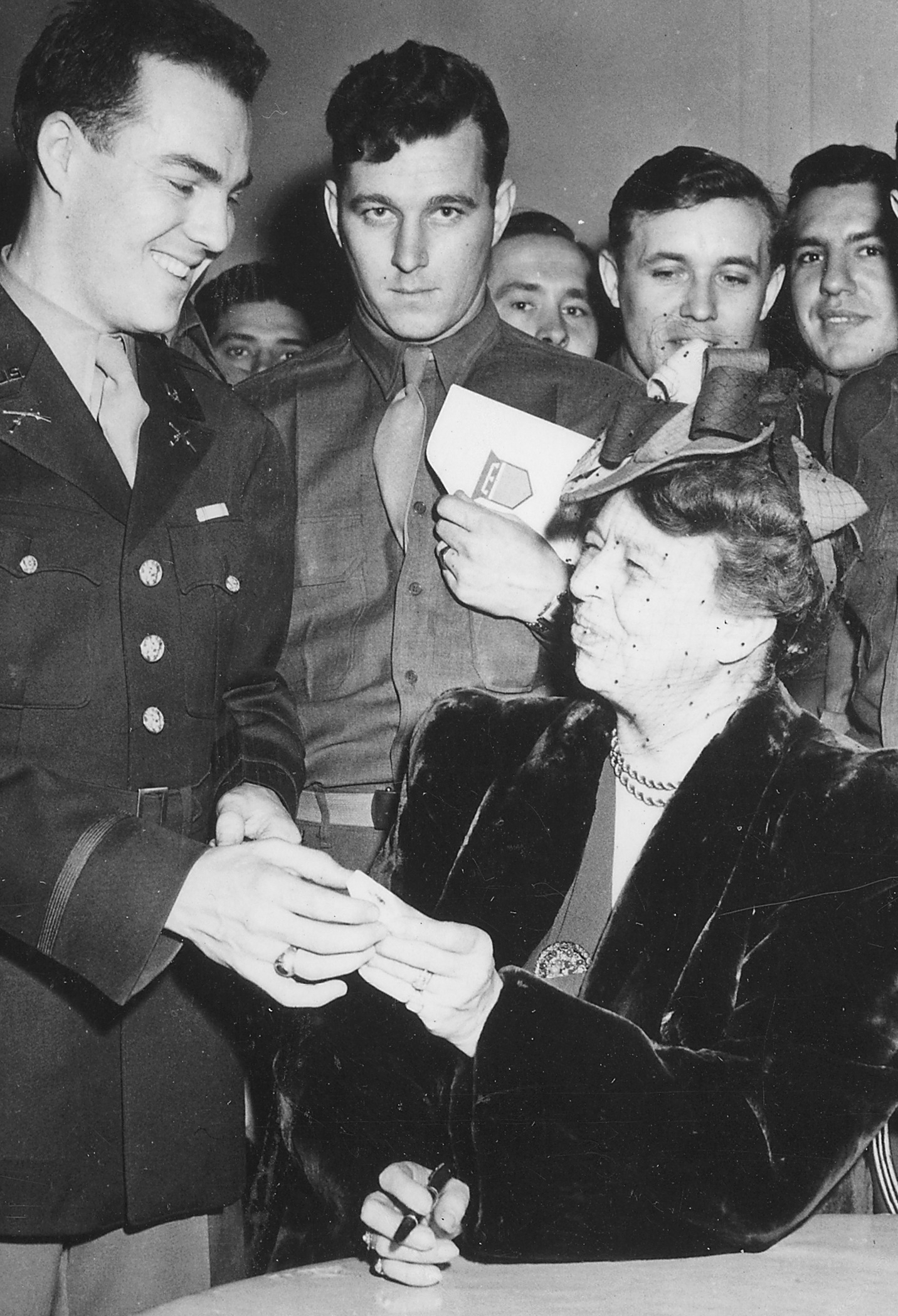
Die First Lady der USA, Eleanor Roosevelt, mit Alaska-Sealmantel (1942)

Die besten Felle sind die Alaska-Seals, südamerikanische sind langhaarig und weniger dicht, afrikanische Provenienzen sind ebenfalls weniger dicht im Haar. Australische Furseals gleichen in der Qualität den Alaskaseals, sie sind etwas langhaariger.
Die Anlieferung der Rohfelle erfolgt offen, meist gesalzen in Fässern.
Alle Arctocephalus-Arten (Südliche Seebären) wurden in Anhang II des Washingtoner Artenschutzübereinkommens aufgenommen, der Guadalupe-Seebär in Anhang I.
Der größte Teil der Sealfelle kam durch Auktionen auf den Markt, die alljährlich in den USA und Kanada abgehalten wurden. Versteigert wurde für Rechnung der Staaten USA, Japan, Südafrikanische Union (heute Republik Südafrika) und Uruguay. Die von der UdSSR angebotenen, weniger hochwertigen Copper-Seal wurden im Land veredelt und über Leningrad und London gehandelt. Der Fellanfall der Pelzrobben ist weltweit durch Schutzbestimmungen und durch die Robben-Kampagnen extrem zurückgegangen. Bis 1955 wurden von der Nördlichen Pelzrobbe jährlich etwa 65.000 Männchen, danach etwa 48.000 Männchen gepelzt, 1965–1968 dann zusätzlich etwa 25.000 Weibchen. Anschließend nur noch 25.000 Männchen. Nachdem die Firma Fouke 1983 geschlossen und die Auktionen eingestellt waren, wurden außer für den lokalen Verbrauch praktisch keine Felle mehr vermarktet. Neueste Zahlen sind nicht berücksichtigt, das Fell hatte seitdem für den europäischen Markt keine Bedeutung mehr. Seit 2010 unterliegen alle Robbenfelle einem Handelsverbot innerhalb der Europäischen Union (siehe unten).

### Mähnenrobbe
Zu Pelzzwecken werden nur die Felle junger Tiere einiger Arten mit dichter Unterwolle der zu den Seelöwen gehörenden Mähnenrobbe verarbeitet. Die Barthaare der Seelöwen wurden insbesondere in China als Zahnstocher verwendet.
Für den Pelzhandel von Bedeutung ist nur die Mähnenrobbe, die an den Küsten Südamerikas lebt. Das etwa 60 bis 80 cm große Fell der Jungtiere kommt als Rockseal in den Welthandel.
Die Behaarung ist sehr kurz, seidig, dunkel- bis mittelbraun und mehr oder weniger stark moiriert. 1935, in einer Zeit in der Fohlenfelle langsam knapper wurden, waren Rocksealfelle mit ihrem fohlenähnlichen Moirémuster ein „willkommener Ersatz“ als Jacken- und Mantelmaterial.
1920 bis 1930 erreichte der jährliche Anfall zeitweilig bis zu 200.000 Felle. 1988 bezifferte man den Jahresanfall mit etwa 5.000 bis 10.000.
Ein Katalog, etwa aus dem Jahr 1930, preist Herren-Gehpelze mit einem dunkelbraunen Besatz aus „entsprechend präparierten Robbenfellen“ unter der Bezeichnung „Otterette“ an, ein Ersatz für kanadisches Otterfell, den man „auf den ersten Blick nicht von edlem Pelzwerk unterscheiden kann“.
Die Felle der jungen Seelöwen aus Alaska (Stellerscher Seelöwe) sind ähnlich, nur das Haar ist länger. Sie waren meist als „Otter-Seal“ im Handel, sind jetzt jedoch streng geschützt (mit „Sealotter“ bezeichnete man dagegen entgrannte Otterfelle, wie überhaupt in der Hauptzeit der Sealmode fast alle gerupften und geschorenen Pelzarten den Zusatz „Seal“ vorangestellt bekamen). 1842 gelang erstmals die Färbung in ein dem gerupften Fischotter ähnliches Braun (daher der französische Name „Loutre“), eine Farbe die den Preis für Sealfelle schlagartig in die Höhe trieb und die nach und nach zu einem Schwarzbraun entwickelt wurde und ein Grundtyp der Rauchwarenfärberei wurde.

### Seal-Imitationen
Das Sealfell, insbesondere das schwarzgefärbte, war in der Hauptzeit der Sealmode der am häufigsten durch entsprechende Pelzveredlung nachgeahmte Pelz. Kanin wurde als Sealkanin zu dem neben Lammfell zu dem meist verarbeiteten Fellarten. Die Bezeichnung Sealkanin war bis zum Ende des 20. Jahrhunderts geläufig und ist heute noch in der Rauchwarenbranche in Gebrauch. Als Hudson-Seal wurde schwarz gefärbter, geschorener Bisampelz bezeichnet. Daneben gab es einige weitere Schwarzfärbungen geschorener Fellarten, die im Handel den Zusatz Seal trugen, wie beispielsweise Seal-Nutria oder Seal-Otter. Als textiler Webpelz kam es unter der Bezeichnung „plush seal“ in den englischsprachigen Handel.

## Pelzveredlung

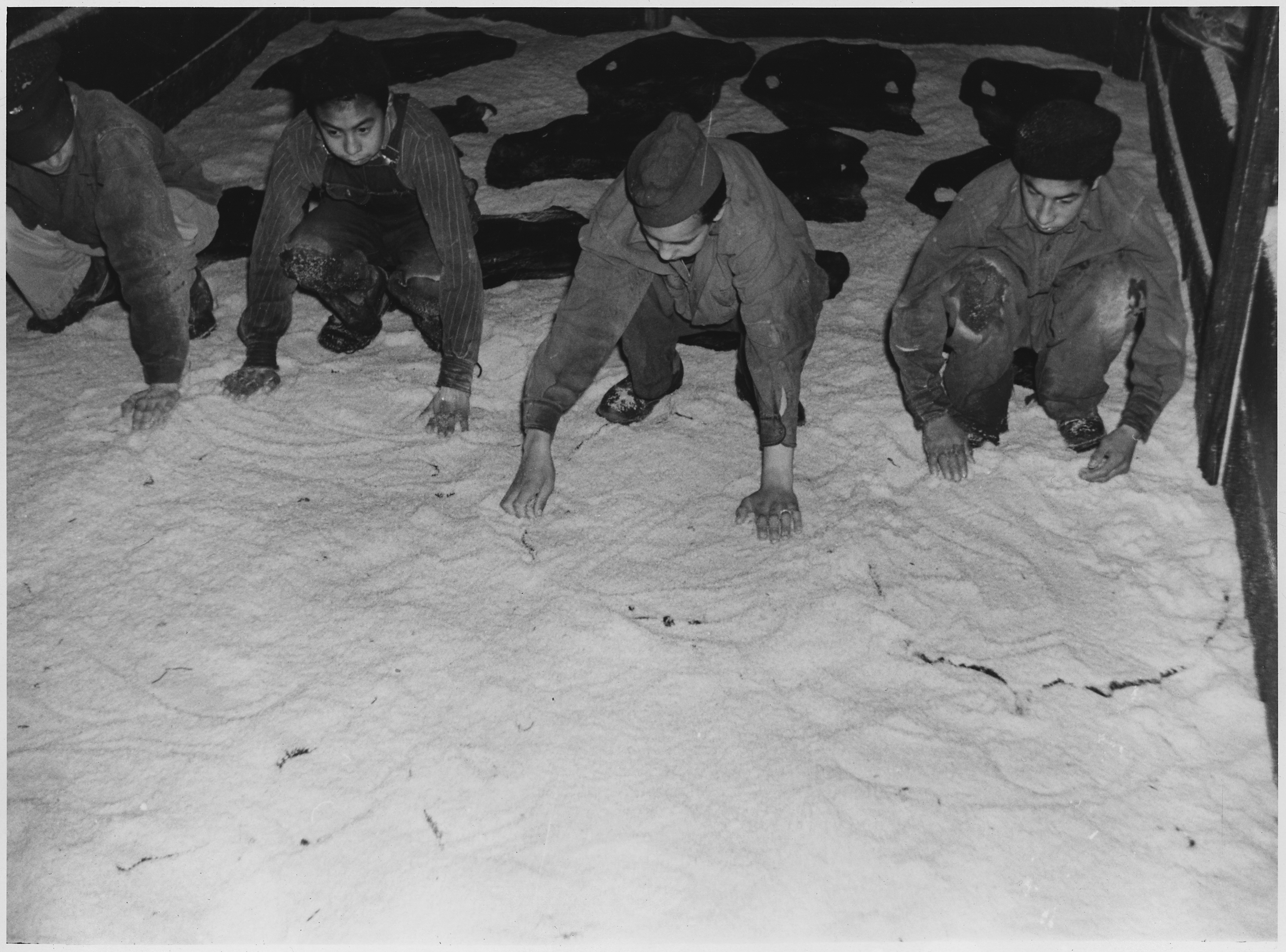
Salzen der Sealfelle (ca. 1946)

Die klassische Sealskin-Zubereitung beschrieb Heinrich Hanicke 1895 in seinem Kürschnerhandbuch:

„Haben sie dort [London] die Auktion passiert, so werden sie zugerichtet und durch ein „Schwitzverfahren“ enthaart, d. h. es werden die Felle in feuchte Wärme gehängt und die Temperatur gesteigert, bis die Grannenhaare sich entfernen lassen. Nun muß der Schwitzprozeß unterbrochen werden; das Grannenhaar wird alsdann abgestrichen, die Felle gefalzt und in eine Sumacherbrühe genommen. Sobald sie völlig durchgegerbt, abgetrocknet und wieder etwas angefeuchtet sind, werden sie mit Tran und Butter gut eingeschmiert, gewalkt, nach dem Walken nachgeschmiert, eine Nacht liegen gelassen, herumgezogen, gesteckt und maschiniert, wobei die Felle durch Bürstwalzen laufen, welche die Haare gegen die Strichbürsten treiben. Hierauf passieren sie eine Messerwalze, welche alle noch beim Rupfen stehengebliebenen Haare dicht am Leder abschneidet, die Unterwolle aber unberührt läßt. Dann kommen die Felle in die Farbe, um nachher abgezogen zu werden“

## Ehemaliges Statussymbol

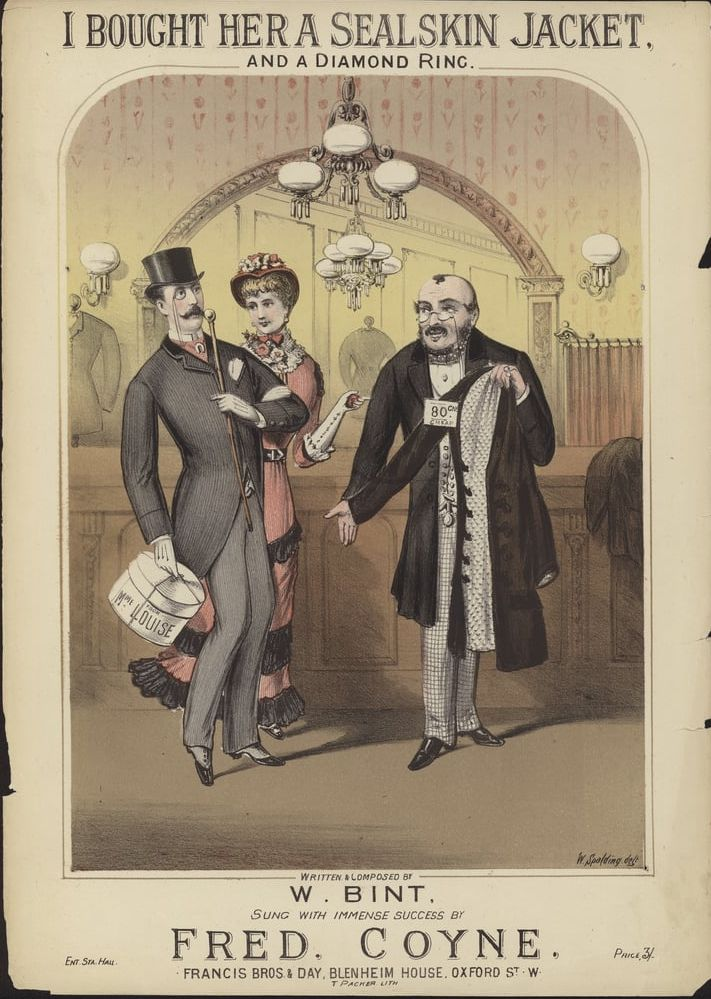
„I bought her a Sealskin Jacket and a Diamond Ring“ – „Ich kaufte ihr eine Sealskinjacke und einen Diamantring“ (Deckblatt des Notenbuchs)

Der im letzten Drittel des 19. Jahrhunderts herrschende „Sealskin-Boom“ hatte das Material enorm verteuert, auch bemühten sich die Händler, den Preis hoch zu halten, schwarzgefärbtes Sealskin wurde zu einem Statussymbol. Eine Sealskinjacke wurde „zu dem Symbol urbaner Mittelschichts-Modeträume“. Tageszeitungen berichteten ständig über die Vorzüge von Sealkleidung, auch in Romanen und auf der Bühne fand dies seinen Niederschlag:
- In vielfach gelesenen amerikanischen Fortsetzungsromanen, wie etwa in Frank Barrets „Out of the Jaws of Death“ („Aus den Klauen des Todes“), zeigte der Kauf einer Sealskinjacke den sozialen Aufstieg einer jungen Frau aus schwierigen Verhältnissen  in eine respektable Dame.[14]

- Die um 1880 populäre schottische Schriftstellerin Margaret Oliphant formulierte eindringlich, welche Hoffnungen sich mit dem Erwerb einer Sealjacke verbanden. In ihrem Roman „Within the Precincts“ schilderte sie, wie Polly, eine junge hübsche Frau aus einfachen Verhältnissen, nach ihrer Hochzeit mit einem Herrn der Gesellschaft ihren größten Wunsch erfüllt bekommt. Mit ihrem Mann betritt sie einen der ersten Läden am Platz:

„and they bought a »beautyful sealskin«. Impossible to tell the pride, the happiness, the glory with which Polly acquired this new possession. She had not expected it. These were the days when sealskins were still a hope, a desire, an aspiration to the female mind, a property which elevated its possessor, and identified her among her peers.“
„und sie kauften einen »wunderschönen Sealskin«. Unmöglich, den Stolz, das Glück, die Herrlichkeit zu beschreiben, mit der Polly diesen neuen Besitz erwarb. Sie hatte es nicht erwartet. Es waren die Tage, als Robbenfelle noch eine Hoffnung, ein Wunsch, eine Sehnsucht des weiblichen Geistes waren, ein Besitz, der seine Besitzerin erhob und sie unter ihresgleichen auswies.“
- Im Jahr 1880 erschien das Estradenstück „I bought her a Sealskin Jacket and a Diamond Ring“ („Ich kaufte ihr eine Robbenfelljacke und einen Diamantring“) von William Blint. Darin geht es um das Verhältnis zwischen einem älteren Herrn  und einer jungen Frau, die von ihm mit Geschenken überhäuft wird.[14]

- Im November 1986 erschien im amerikanischen Salt Lake Herold ein Gedicht, das die Sealskinjacken besang. Es begann mit der Zeile: „How dear to my heart is my jacket of sealskin“ („Wie sehr liegt mir meine Jacke aus Robbenfell am Herzen“).[14]

## Handelsbeschränkungen und -verbote
(Siehe auch den Artikel Robbenjagd).
In der EU gilt unmittelbar die Verordnung (EG) Nr. 1007/2009 des Europäischen Parlaments und des Rates vom 16. September 2009 mit einem Verbot des Inverkehrbringens von Robben (auch in Teilen, also auch von Fellen); das Inverkehrbringen definiert sie als Einfuhr in den gemeinsamen Markt, durch die ein entgeltliches Bereitstellen für Dritte erfolgt. Die Verordnung wurde begründet mit: „Die Jagd auf Robben hat bei auf Tierschutzfragen empfindlich reagierenden Bürgern und Regierungen Entrüstung hervorgerufen, da die am häufigsten praktizierten Methoden zum Töten und Häuten von Robben für diese Tiere mit Schmerzen, Qualen, Angst und anderen Formen von Leiden verbunden sind.“ Die Durchführung regelt in Deutschland das Tiererzeugnisse-Handels-Verbotsgesetz (TierErzHaVerbG) mit Eingriffsbefugnissen für Zoll und die Polizeibehörden und mit Bußgeldvorschriften.
Das Verbot sollte am 20. August 2010 in Kraft treten. Nachdem das Europäische Gericht das Inkrafttreten vorübergehend ausgesetzt hatte, wurde diese Entscheidung am 25. Oktober 2010 wieder zurückgenommen. Das Gericht begründete die Änderung seiner Auffassung auf die, von einer von den Eskimos und anderen Klägern initiierten, Klage damit, dass es keine Notwendigkeit für die Aussetzung sehe. Die von den Klägern vorgetragene Argumentation, dass dieses Verbot zu beträchtlichen Einkommenseinbußen der Eskimos und deren Gemeinden führen und die soziale Zerrüttung dieser Lebensgemeinschaften zur Folge habe, wies das Gericht als „allgemeine und abstrakte Annahme“ zurück. Die eingereichte Klage, die sogenannte „Application of Annulment“, bleibt davon unberührt. Norwegen sieht die Verordnung „im Widerspruch zu dem Regelwerk der Welthandelsorganisation WTO“. Nachdem Konsultationen mit der EU nicht zu einer einvernehmlichen Lösung geführt haben, hat Norwegen beschlossen zu beantragen, dass „ein WTO-Streitschlichtungspanel eine unabhängige Bewertung vornimmt.“ Kanada hat die Einsetzung des WTO-Streitschlichtungspanels am 11. Februar 2011 beantragt.
Ausnahmen vom Verbot macht Artikel 3 der Verordnung (EG) Nr. 1007/2009 für Felle oder Fellprodukte, die
- nachweislich aus einer von Inuit oder anderen indigenen Gemeinschaften traditionell, unter „gebührender Beachtung“ des Tierschutzes und zur nachhaltigen Existenzsicherung, aber nichtkommerziell betriebenen Robbenjagd stammen,
- von Reisenden gelegentlich zum persönlichen, nichtkommerziellen Gebrauch eingeführt werden oder,
- nach der ursprünglichen Fassung der Verordnung[30] aus der nachhaltigen Bewirtschaftung von Meeresressourcen stammen.[31]

## Anmerkung
1. ↑  Die angegebenen vergleichenden Werte (Koeffizienten) sind das Ergebnis vergleichender Prüfung durch Kürschner und Rauchwarenhändler in Bezug auf den Grad der offenbaren Abnutzung. Die Zahlen sind nicht eindeutig, zu den subjektiven Beobachtungen der Haltbarkeit in der Praxis kommen in jedem Einzelfall Beeinflussungen durch Gerbung und Veredlung sowie zahlreiche weitere Faktoren hinzu. Eine genauere Angabe könnte nur auf wissenschaftlicher Grundlage ermittelt werden.

Die Einteilung erfolgte in Stufen von jeweils 10 Prozent. Die nach praktischer Erfahrung haltbarsten Fellarten wurden auf 100 Prozent gesetzt.